# Erik van Brandenburg
Erik van Brandenburg (circa 1245 - 21 december 1295) was van 1283 tot 1295 aartsbisschop van Maagdenburg. Hij behoorde tot het huis Ascaniërs. 

## Levensloop
Erik was de vierde zoon van markgraaf Johan I van Brandenburg en Sophia van Denemarken, dochter van koning Waldemar II van Denemarken.
Al vanaf jonge leeftijd was hij bestemd voor een loopbaan in de geestelijkheid. In de jaren 1260 en 1270 was hij kanunnik en daarna deken in het Sint-Bonifatius en Sint-Mauritiusklooster van Halberstadt. Zijn broers, de markgraven van Brandenburg, probeerden hem ongetwijfeld wegens politieke redenen ook tot kanunnik en later aartsbisschop van Maagdenburg te laten benoemen. Op 20 juni 1264 gaf paus Urbanus IV het bevel aan de kapittel van Maagdenburg om Erik tot kanunnik te benoemen, maar de kapittel weigerde dat te doen. Latere pogingen om tot aartsbisschop van Maagdenburg benoemd te worden, mislukten ook. Op 1 mei 1272 vormde aartsbisschop Koenraad II van Maagdenburg een alliantie met de vorsten van Rügen, Werle en Mecklenburg tegen de markgraven van Brandenburg.
Nadat aartsbisschop Koenraad II later in het jaar 1272 overleed, brak er conflict uit tussen twee groepen binnen de kapittel van de kathedraal van Maagdenburg. De ene groep verkoos Erik tot aartsbisschop, gesteund door markgraaf Otto IV van Brandenburg en zijn neef, hertog Albrecht I van Brunswijk. De andere groep verkoos kanunnik Burchard van Querfurt tot aartsbisschop. De twee groepen stonden op het punt om een oorlog te beginnen, totdat er een compromis werd afgesloten: geen van beide kandidaten werd verkozen en Günther I van Schwalenberg werd aangeduid als aartsbisschop. De vrede hield echter niet lang stand en het kwam al snel tot een oorlog tussen de nieuw verkozen aartsbisschop en markgraaf Otto IV van Brandenburg, die op 10 januari 1278 in de slag bij Frohse verslagen en gevangengenomen werd. Ook na de vrijlating van Otto IV bleef de vete met het aartsbisdom Maagdenburg voortduren.
In 1283 werd Erik uiteindelijk toch nog verkozen tot aartsbisschop van Maagdenburg, nadat in 1278 Günther I van Schwalenberg en in 1282 diens opvolger Bernhard van Wolpe afgetreden waren als aartsbisschop. Hij zou deze functie twaalf jaar uitoefenen, tot aan zijn dood in 1295. Desondanks was Eriks periode als aartsbisschop erg belangrijk voor de geschiedenis van de stad Maagdenburg. In het begin van zijn regering waren er veel vetes en het was duur om deze uit te vechten. De burgers van de stad Maagdenburg waren in het begin ook erg ontevreden met zijn verkiezing, omdat ze door de oorlogen van zijn broer Otto IV meermaals ontberingen hadden geleden. 
In 1284 werd hij geconfronteerd met een revolutie van zijn ministerialen in zijn gebied. Hij riep daarop assistentie in van zijn broer Otto, die de revolutie kon helpen neerslaan. Op voorwaarde voor zijn hulp had Otto aan Erik een compensatie gevraagd, waarop Erik Lausitz aan Otto gaf.
Hierdoor begon de kijk van de bevolking op Erik te veranderen. Toen hij in 1284 werd gevangengenomen bij het beleg van het kasteel van Harlingberg in het hertogdom Brunswijk, betaalde de stad Maagdenburg zijn losgeld. Een paar jaar later sloot Erik dan weer een alliantie met bisschop Siegfried II van Hildesheim en andere vorsten om de openbare vrede in de omgeving van Maagdenburg te behouden. Toen deze alliantie in 1291 opnieuw het kasteel van Harlingberg aanviel, was het deze maal wel succesvol en het kasteel werd veroverd en vernietigd.
De vele vetes en de aanslepende financiële moeilijkheden in Maagdenburg gaven de burgers van de stad, die ijverden naar meer onafhankelijkheid, de mogelijkheid om verschillende belangrijke privileges van de aartsbisschop op te eisen. Erik deed er ook alles aan om de vetes en roverij in zijn gebied te bestrijden. Ook deed hij enkele hoge donaties aan verschillende religieuze instituten, waaronder de abdij van Lehnin, waar de markgraven van Brandenburg uit het huis Ascaniërs werden begraven.
- Gemeinsame Normdatei: 138740135
- Virtual International Authority File: 90996308